# Lucius Furius Medullinus (Konsulartribun 407 v. Chr.)
Lucius Furius Medullinus war ein Politiker der Römischen Republik am Ende des 5. Jahrhunderts v. Chr. und zu Beginn des 4. Jahrhunderts v. Chr.
L. Furius Medullinus war Angehöriger der römischen und möglicherweise aus Tusculum stammenden Patrizierfamilie der Furier, die in Tusculum mit sieben Gräbern nachweisbar ist. Er gehörte dem im 5. und 4. Jahrhundert vor Chr. führenden Zweig der Medullini seiner Familie an, die ihr Cognomen von dem Ort Medullia herleiteten.
Über den Beginn der senatorischen Laufbahn des Lucius Furius Medellinus und seine Bekleidung der niederen Ämter ist nichts überliefert. In den Jahren 407, 398, 397, 395, 394 und 391 v. Chr. war er Konsulartribun (tribunus militum consulari potestate). Er war möglicherweise identisch mit dem für das Jahr 405 v. Chr. überlieferten Konsulartribun und wäre in dem Fall Enkel eines Spurius. Hierfür kommen zwei zeitlich passende Furii in Betracht: einmal Spurius Furius Medullinus Fusus (Konsul 481 v. Chr.) und zum anderen Spurius Furius Medullinus Fusus (Konsul 464 v. Chr.). Der Konsulartribun der Jahre 407 v. Chr. ist zu trennen von dem gleichnamigen Konsulartribun der Jahre 432, 425 und 420 v. Chr., Lucius Furius Medullinus, dem möglicherweise gleichfalls das Tribunat des Jahres 405 zuzuweisen ist und der wohl der Vater war. In den Jahren 413 und 409 v. Chr. war einer der beiden Lucius Furius Medellinus Konsul und soll während beider Konsulate Krieg gegen die Volsker geführt haben. Die Frage, welcher von beiden Trägern dieses Namens die Konsulate der Jahre 413 und 409 v. Chr. bekleidete, ist jedoch nicht zu entscheiden.